# Giles Stille
Giles Kevin Stille (Westminster, 10 novembre 1958) è un ex calciatore inglese, di ruolo centrocampista.

## Carriera

### Giocatore
Inizia la carriera giocando da semiprofessionista con il Kingstonian, che nel dicembre del 1979 lo cede per 3000 sterline al Brighton, club della prima divisione inglese, categoria in cui nella sua prima stagione gioca un'unica partita (il successo casalingo per 4-1 sul Manchester City del 28 dicembre 1979). Nella stagione 1980-1981 viene impiegato con maggiore frequenza, giocando 10 partite di campionato e segnandovi 3 reti (2 delle quali in due settimane consecutive nel mese di marzo del 1981): si tratta tuttavia della sua unica stagione senza infortuni, dal momento che pur restando in rosa fino al termine della stagione 1983-1984 gioca solamente altre 13 partite (con una rete segnata) con i Seagulls, saltando complessivamente 18 mesi per problemi fisici vari (tra i quali anche una diagnosi di diabete).
Nell'estate del 1984 all'età di 26 anni lascia definitivamente il calcio inglese per trasferirsi in Svezia, Paese nelle cui serie minori gioca fino al ritiro, nel 1992.

### Allenatore
Una volta terminata la carriera da giocatore inizia ad allenare in vari club delle serie minori svedesi (principalmente in terza divisione ma saltuariamente anche in seconda divisione), con anche una parentesi da vice allenatore in prima divisione al Kalmar. In aggiunta, nel 2019 ha allenato lo Zhejiang Yiteng nella terza divisione cinese.

## Palmarès

### Allenatore

#### Competizioni nazionali
- Division 2: 2

Husqvarna: 2002
Assyriska: 2023